# Polycarpon sauvagei
Polycarpon sauvagei är en nejlikväxtart som beskrevs av J. Mathez. Polycarpon sauvagei ingår i släktet tusenfrön, och familjen nejlikväxter. Inga underarter finns listade i Catalogue of Life.